# 유성검의 대결
유성검의 대결(風雨雙流星: The Killer Meteors)은 홍콩에서 제작된 나유 감독의 1976년 영화이다. 성룡 등이 주연으로 출연하였다.

## 출연

### 주연
- 성룡
- 왕우
- 황가달

## 한국판 성우진

### MBC 첫 더빙 (1986년 1월 3일)
- 배한성 - 화우빈(성룡)
- 양지운 - 메이(왕우)

### MBC 재더빙 (1998년 7월 11일)
- 홍시호 - 화우빈(성룡)
- 안지환 - 메이(왕우)
- 박영희